# Sciophila fridolini
Sciophila fridolini är en tvåvingeart som beskrevs av Stackelberg 1943. Sciophila fridolini ingår i släktet Sciophila och familjen svampmyggor. Arten har ej påträffats i Sverige. Inga underarter finns listade i Catalogue of Life.